# Ciclo barroco
El Ciclo barroco es una serie de novelas escritas por Neal Stephenson.
La serie consta de tres volúmenes, publicados en español en ocho libros:
- Azogue, vol. I del Ciclo Barroco, publicado en español en 2003
  - Libro 1 - Azogue
  - Libro 2 - El rey de los vagabundos
  - Libro 3 - Odalisca
- La confusión, vol. II del Ciclo Barroco, publicado en español en 2005
  - Primera parte - Bonanza
  - Segunda parte - Juncto
- El sistema del mundo, vol. III del Ciclo Barroco, publicado en español en 2006
  - Libro 1 - El oro de Salomón
  - Libro 2 - Moneda
  - Libro 3 - El sistema del mundo

Todos los libros han sido traducidos al español por Pedro Jorge Romero y editados por Ediciones B.
La historia sigue las aventuras de un grupo de personajes que se encuentran en medio de algunos de los sucesos centrales de la Europa de finales del siglo XVII y principios del XVIII. A pesar de tratarse principalmente de una ficción histórica, el autor caracteriza su trabajo como ciencia ficción debido a la presencia de una serie de apariciones anómalas y su enfoque científico y tecnológico. Las ciencias de la criptología y la numismática tienen un papel destacado en la serie. 
El primer tomo, Azogue, tiene lugar principalmente en los años entre la restauración de la Casa Estuardo en Inglaterra (1660) y la Revolución Gloriosa de 1688. 
El segundo tomo, La Confusión, sigue a Azogue sin interrupción temporal, pero geográficamente va de Europa y el Mediterráneo, pasando por India, hasta Manila, Japón y México. 
El Sistema del Mundo, por su parte, tiene lugar principalmente en Londres en 1714, alrededor de 10 años después del libro anterior